# Готовицкий, Михаил Хрисанфович
Михаи́л Хриса́нфович Готови́цкий (17 [29] августа 1876, Грязнуха, Саратовская губерния — 9 октября 1937, Бутовский полигон, Московская область) — камышинский уездный предводитель дворянства, член IV Государственной думы от Саратовской губернии.

## Биография
Родился 17 (29) августа 1876 в селе Грязнуха (ныне — Вишнёвое Жирновского района Волгоградской области). Происходил из потомственных дворян Саратовской губернии. Сын отставного полицмейстера. Землевладелец Камышинского уезда (около 850 десятин приобретенной земли), домовладелец города Камышина.
Получив домашнее образование, в 1896 году выдержал экзамен при Саратовском Александро-Мариинском реальном училище. Затем выехал на лечение в немецкий курорт Наугейм. В следующем году, вернувшись в Россию, поступил в 39-й драгунский Нарвский полк на правах вольноопределяющегося 1-го разряда и был командирован в Тверское кавалерийское юнкерское училище.
В 1898 году по болезни вышел в запас и занял место чиновника особых поручений при саратовском губернаторе, в каковой должности состоял до 1902 года, когда был назначен земским начальником 1-го участка Камышинского уезда.
В 1907 году был назначен непременным членом Камышинской землеустроительной комиссии, при этом, покидая предыдущую должность, удостоился редкой награды от населения своего участка: весьма крупное, свыше 10000 человек, Лесно-Камышинское сельское общество избрало его членом своего общества. В августе того же года был избран камышинским уездным предводителем дворянства, а в 1909 году — и председателем уездной земской управы, каковые должности совмещал вплоть до 1917 года. Дослужился до чина статского советника (1916).
В 1910—1916 годах был членом губернской землеустроительной комиссии от земства. Избирался гласным камышинского уездного и саратовского губернского земских собраний (1903—1917), гласным Камышинской городской думы (1910—1917) и почетным мировым судьей по Камышинскому уезду (1910—1915).
Кроме того, состоял членом попечительного совета Камышинской женской гимназии (1904—1909), председателем попечительного совета Камышинской мужской гимназии (1915—1917), председателем Камышинского сельскохозяйственного общества (с 1910), председателем Камышинского отделения Общества спасения на водах (с 1908), а также почетным членом, попечителем и председателем многих сельскохозяйственных обществ, земских больниц и школ.
В 1912 году был избран в члены Государственной думы от Саратовской губернии 1-м съездом городских избирателей. Входил во фракцию центра, был членом Прогрессивного блока. Состоял секретарем бюджетной комиссии, а также членом комиссий: по местному самоуправлению, по исполнению государственной росписи доходов и расходов, продовольственной, земельной и по городским делам.
В годы Первой мировой войны возглавлял Одесский отдел Земгора. Был уполномоченным Главного комитета Земгора по Южному району, занимался снабжением армий Юго-Западного фронта военным снаряжением. В 1915 году был избран заместителем представителя ГД в Особом совещании для обсуждения и объединения мероприятий по продовольственному делу.
Во время Февральской революции выехал в Камышин. 3 марта 1917 года на собрании жителей города и солдат гарнизона рассказал о революционных событиях в Петрограде. Через дня призвал волостные власти не допускать земельных переделов до созыва Учредительного собрания. Был назначен уездным комиссаром Временного комитета Государственной думы и Временного правительства в Камышинском уезде. Вскоре был отозван из Камышина вследствие конфликта с местными жителями. Убедил руководство ВКГД разрешить ему вернуться на родину, чтобы сдать дела председателя уездной земской управы.
После Октябрьской революции не эмигрировал. Арестовывался в марте 1919 года. В 1937 году был пенсионером, жил в Москве по адресу 3-я Тверская-Ямская, 12. 5 сентября 1937 года был арестован, обвинялся в руководстве контрреволюционной группировкой и антисоветской агитации. 8 октября тройкой УНКВД по Московской области приговорен к расстрелу. На следующий день расстрелян на Бутовском полигоне. Похоронен там же.

## Семья
Был женат, имел двоих детей.

## Награды
- Орден Святой Анны 3-й ст. (1906)
- Орден Святого Станислава 2-й ст. (1908)
- Медаль «За труды по первой всеобщей переписи населения» (1897)
- Медаль «В память русско-японской войны» (1908)
- Медаль «В память 25-летия церковно-приходских школ» (1909)
- Медаль «За спасение погибавших» на Владимирской ленте (1910)
- Медаль «В память 100-летия Отечественной войны 1812 г.»
- Орден Святой Анны 2-й ст. (1913)
- Медаль «В память 300-летия царствования дома Романовых» (1913)
- Орден Святого Владимира 4-й ст. (1914)
- Романовский знак отличия 2-й степени за труды по сельскому хозяйству (1914)